# Spiritus Mortis
Spiritus Mortis ist eine finnische Doom-Metal-Band aus Alavus, die 1987 unter dem Namen Rigor Mortis gegründet wurde.

## Geschichte
Die Band wurde im Spätsommer 1987 unter dem Namen Rigor Mortis von den Brüdern Teemu (E-Bass, Gesang) und Jussi Maijala (E-Gitarre) gegründet. Als Schlagzeuger kam Veli-Pekka „V-P“ Rapo hinzu. Sein Einsatz war zunächst nur temporär geplant, jedoch verblieb er permanent in der Band. Da es eine gleichnamige US-Band gab, nannte sich die Gruppe in Spiritus Mortis um.
Es folgten die ersten Demos sowie Konzerte. Gegen Ende der 1990er Jahre kam die Aktivität der Gruppe fast zum Erliegen, da sich die Mitglieder dem Wehrdienst, Studium oder Beruf widmen mussten. In diesem Zeitraum war Tomi Murtomäki kurzzeitig als Sänger in der Besetzung, damit sich Teemu Maijala ausschließlich auf das Spielen des Basses konzentrieren konnte. Anfang 2000 stieß Vesa Lampi als neuer Sänger hinzu. Daraufhin begab sich die Band ins Studio, um das Demo 2000 aufzunehmen. Weil Vapo eigentlich hauptsächlich Gitarrist war, wechselte er zur E-Gitarre (spielte zudem nun auch gelegentlich Keyboard und Flöte), ehe Veli-Matti Yli-Mäyry gegen Ende des Jahres als neuer Schlagzeuger dazustieß. Anfang 2001 erschien mit Forward to the Battle das nächste Demo. Im frühen Sommer des Jahres wurde der Gruppe erstmals ein Plattenvertrag angeboten, der jedoch nicht zustande kam. Stattdessen nahm die Band 2002 mit Hot Sommer of Love das nächste Demo auf, das an die Musikpresse verteilt wurde. Weiterhin ohne Vertrag, begab sich Spiritus Mortis im Januar 2003 ins Studio, um ihr Debütalbum aufzunehmen. Während dieser Zeit ließ Yli-Mäyry verlauten, dass dies die letzte Aufnahme mit ihm als Mitglied sein würde. Nachdem verschiedene Schlagzeuger im Frühling vorgespielt hatten, wurde Jarkko „Sepi“ Seppälä für diesen Posten erwählt. Nachdem ein paar Probeaufnahmen an verschiedene Labels gesandt worden waren, erhielt die Band Angebote von zwei Labels im Sommer 2003. Daraufhin wurde ein Plattenvertrag bei Rage of Achilles unterzeichnet, worüber im Januar 2004 das selbstbetitelte Debütalbum erschien. Im Oktober des Jahres löste sich das Label auf, sodass Spiritus Mortis wieder vertragslos war. Im selben Jahr war die Gruppe auf dem Doom Shall Rise zu sehen. Durch die Hilfe von Tom Phillips von While Heaven Wept erreichte die Band einen Plattenvertrag bei dem griechischen Label Black Lotus Records, worüber das zweite Album Fallen im März 2006 veröffentlicht wurde. Danach zog Rapo nach Stadingrad, wodurch ein Proben mit der Band nicht mehr möglich war. Nach der Veröffentlichung des Albums wurde Rapo durch Kari „Hakomäen Blackmore“ Lavila Anfang 2006 ersetzt. Im Winter desselben Jahres stellte auch Black Lotus Records seine Aktivität ein. Im Frühling 2007 stieg Lampi aus. Um das 20-jährige Bestehen der Band zu feiern, kam Murtomäki temporär zur Band zurück, um mit ihr auf Tournee zu gehen. Diese war die erste lange Tour in der Bandgeschichte. Nach dem Erscheinen von verschiedenen Split-Veröffentlichungen wurde im Januar 2009 Sami Hynninen als neuer Sänger engagiert. Zudem wurde ein Plattenvertrag bei Firebox Records unterzeichnet, worüber im Mai des Jahres das Album The God Behind the God erschien. Kurz zuvor war die Single When the Wind Howled with a Human Voice mit Waiting for the Sun als B-Seite erschienen. Im selben Jahr hielt die Band verschiedene Konzerte sowohl in Finnland als auch in anderen Teilen Europas ab. 2016 schloss sich mit The Year Is One das nächste Album an.

## Stil
Laut Eduardo Rivadavia von Allmusic wird von vielen gesagt, dass es sich bei Spiritus Mortis um die erste Doom-Metal-Band Finnlands handele. Das Debütalbum enthalte sowohl langsamen Doom Metal, als auch schnelleren traditionellen Heavy Metal. David Perri schrieb in dem Buch The Collector’s Guide of Heavy Metal Volume 4: The ’00s über das Album, dass es sich hierbei um das Chinese Democracy des Doom Metal handelt, da man 15 Jahre an diesem gearbeitet habe. Die Musik sei im Post-Dio Black-Sabbath-Stil der 1980er Jahre gehalten. Die Gruppe vermeide es dabei jedoch, Sabbath Bloody Sabbath neu zu erschaffen, wodurch es einzigartig in der Doom-Metal-Welt bleibe. Martin Popoff merkte in demselben Buch über Fallen an, dass Spiritus Mortis als die erste Doom-Metal- oder Stoner-Rock-Band Finnlands bekannt ist. Das Liedmaterial sei mit dem von Candlemass vergleichbar, mit einem exzentrischen Gesang, der zwischen Messiah Marcolin (ex-Candlemass) und Denis Belanger (Voivod) einzuordnen sei. Die Songs klängen knirschend und authentisch. Im Interview mit Andreas Schiffmann vom Rock Hard gab Kari Lavila an, dass die Band gerne genrefremde Gäste in ihre Lieder einbaut. So sei in The Year Is One ein Keyboarder zu hören, der eher im Blues und Jazz als im Doom Metal angesiedelt sei. Eine Ausgabe zuvor hatte Schiffmann The Year Is One rezensiert. Das Album verbinde den melancholischen Grundstil der Band „mit den obligatorischen Bezügen bei der eher rockigen Leseart der Urväter Pentagram und überraschenden Kniefällen zur epischen Phase von Black Sabbath mit Tony Martin respektive Ronnie James Dio“. Auch wenn der Inhalt des Albums eher konservativ sei, gelinge es frisch zu klingen.
In seiner Rezension zum Debütalbum schrieb Detlef Dengler vom Metal Hammer, dass es sich bei Spiritus Mortis um keine typische Doom-Metal-Band handelt, die sich entweder einerseits an Saint Vitus, Black Sabbath, Pentagram oder Trouble oder andererseits an Candlemass oder Solitude Aeturnus orientiere. Die Musik sei zwar überwiegend langsam, gelegentlich hebe man jedoch die Geschwindigkeit an, sodass man sich fast dem Power Metal annähere. Der Gesang sei kräftig und klar. In einer späteren Ausgabe besprach Dengler Fallen und befand, dass die Musik kompromisslos und leidenschaftlich klingt. Neben Einflüssen von Black Sabbath würden auch Einflüsse von Trouble, Count Raven und Deep Purple durchscheinen. Die Musik wirke traditionell, wobei die Gruppe es jedoch vermeide altbacken zu klingen. Stattdessen gestalte sie die Lieder durch Einsatz verschiedener Einflüsse möglichst abwechslungsreich. In einer weiteren Ausgabe rezensierte Andreas Schöwe The God Behind the God. Die Veröffentlichungen seien qualitativ mit denen von Candlemass vergleichbar. Der nun neue Gesang erinnere an den von Messiah Marcolin. Musikalisch bewege man sich zwischen Doom Metal, klassischem Heavy Metal und Rockmusik der 1970er Jahre. Curved Horizon und das Titellied würden eher an Saint Vitus und The Obsessed erinnern, während Heavy Drinker nach dem Lied Fairies Wear Boots der frühen Black Sabbath klinge. Perpetual Motion sei schneller, swingend und eher rock-lastig, fast schon im Heavy Metal angesiedelt. The Man of Steel und Death Bride würden Gesang beinhalten, der an den von Chris Boltendahl erinnere.

## Diskografie
- 1990: At the Halls of Death (Demo, Eigenveröffentlichung)
- 1994: Demo '94 (Demo, Eigenveröffentlichung)
- 1996: Demo '96 (Demo, Eigenveröffentlichung)
- 1997: Demo '97 (Demo, Eigenveröffentlichung)
- 1997: Ars Moriendi (Demo, Eigenveröffentlichung)
- 2000: Demo 2000 (Demo, Eigenveröffentlichung)
- 2001: Forward to the Battle (Demo, Eigenveröffentlichung)
- 2002: Hot Summer of Love (Demo, Eigenveröffentlichung)
- 2004: Spiritus Mortis (Album, Rage of Achilles)
- 2006: Fallen (Album, Black Lotus Records)
- 2007: From the Ultima Thule (Split mit The Gates of Slumber, Emissary Records)
- 2007: Knock 'Em Down to Size Part I (Split mit Solstice, Reverend Bizarre, Tortured Spirit, Upwards of Endtime und Griftegård, Metal Coven Records)
- 2008: Burned Alive (Split mit Witchtiger, Metal Warning Records)
- 2009: When the Wind Howled with a Human Voice (Single, Firebox Records)
- 2009: The God Behind the God (Album, Firebox Records)
- 2009: Spiritus Mortis / Fall of the Idols (Split mit Fall of the Idols, I Hate Records)
- 2011: Imperial Anthems No. 6 (Split mit Pale Divine, Cyclone Empire)
- 2016: The Year Is One (Album, Svart Records)
- 2022: The Great Seal  (Album, Svart Records)